# Gloydius huangi
Gloydius huangi — вид отруйних змій родини гадюкових (Viperidae).

## Етимологія
Вид названо на честь китайського герпетолога Гуана Сона з університету Хуаншань за його внесок у вивчення змій Тибетського регіону.

## Поширення
Ендемік Китаю. Відомий лише у типовому місцезнаходженні — долина верхів'я річки Меконг (у китайському варіанті Ланканг) у гірській системі Гендуаншань на сході Тибетського автономного району.

## Опис
Тіло завдовжки до 53,2 см. Голова міцна, овальної форми. Морда тупа, верхня щелепа не виступає вперед. Забарвлення від блідо-рожевого до оливкового з поперечними видовженими чорними плямами на спині.